# Karawal Nagar
Karawal Nagar es una ciudad censal situada en el distrito de Delhi noreste,  en el territorio de la capital nacional,  Delhi (India). Su población es de 224281 habitantes (2011). 

## Demografía
Según el censo de 2011 la población de Karawal Nagar era de 224281 habitantes, de los cuales 119951 eran hombres y 104330 eran mujeres. Karawal Nagar tiene una tasa media de alfabetización del 84,01%, inferior a la media estatal del 86,21%: la alfabetización masculina es del 91,16%, y la alfabetización femenina del 75,83%.